# Dylan Boshart

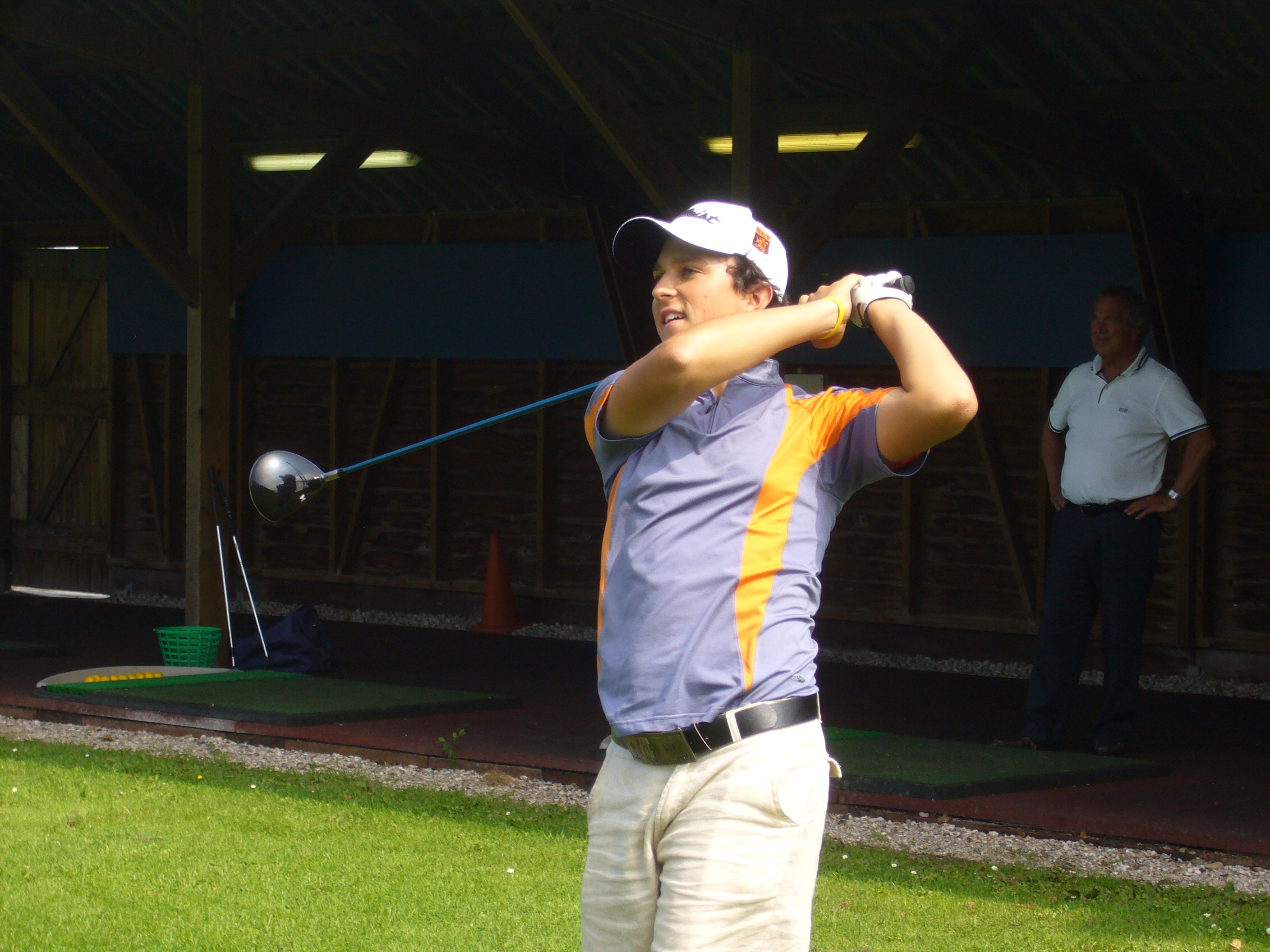
Dylan in 2008

Dylan Boshart (Rotterdam , 17 september 1990) is een Nederlandse amateurgolfer die deel uitmaakt van het Nederlands Oranje Team.

## Amateur
In 2008 wordt hij vierde op het Jeugd Open op Toxandria achter Kevin Hesbois, Daan Huizing en Willem Vork.
Bij de Sir Henry Cooper Junior Masters in juni mogen de deelnemers maximaal 0,4 handicap hebben. In dit elitegezelschap wordt hij derde en is de enige niet-Brit in de Top-8.

### Gewonnen
Op Golfbaan Hitland is Boshart diverse malen clubkampioen geworden:
- Strokeplay heren in 2004, 2005, 2008 en 2009
- Strokeplay jeugd in 2005
- Matchplay jeugd in 2004 en 2005

In 2006 en 2007 was hij Golfer van het Jaar.
Hij is nu lid van Golfclub Broekpolder. Daar werd hij in 2009 ook clubkampioen.
Op 29 augustus 2022 won hij de Golf Duinzicht Invitational. 

### Teams
In 2006, 2007 en 2008 werd Boshart door de Nederlandse Golf Federatie uitgezonden naar Slovenië en zit in het Nederlandse team dat het ELTK speelt. In 2007 eindigde Nederland op de vierde plaats.